# 马哲民
马哲民（1899年—1980年5月），号铁肩，男，湖北黄冈人，中华人民共和国政治人物。

## 生平
马哲民曾先后毕业于武昌外国语专科学校、福州高等工业学校、德国柏林大学。回国后，加入中国共产党，并任中共武汉区委宣传委员兼武昌地委书记。后又留学日本，在早稻田大学学习政治经济学。期间，组织成立中国共产党与中国社会主义青年团驻日支部并任书记。国共合作时，又任国民党驻日总部常委兼组织部长。
回国后，历任国民党中央党部秘书处文书主任、国民革命军第十五军政治部文书股长、国民政府劳工部秘书等职。1929年起，先后任教于暨南大学中文系、北平师范大学社会系、中国大学经济系、广西大学法学院、朝阳学院政治系等。1942年，马哲民加入中国民主同盟并当选中央常委。1946年，任民盟中央机关报《民主报》总编。后又在重庆创办西南学院并任教务长兼教授。1948年回到武汉，先后在湖北省农学院、武汉大学法学院任教。期间，曾任武大法学院院长。院系调整后，于1953年任中南财经学院院长。1957年，被划为右派分子。后又被指为汉阳事件后台。
马哲民是第一、二届民盟中央常委、民盟湖北省主任委员、武汉市人民政府委员、武汉市政协第一、二届副主席、全国政协委员、第一届全国人大代表。